# نظريات المؤامرة حول موت أدولف هتلر

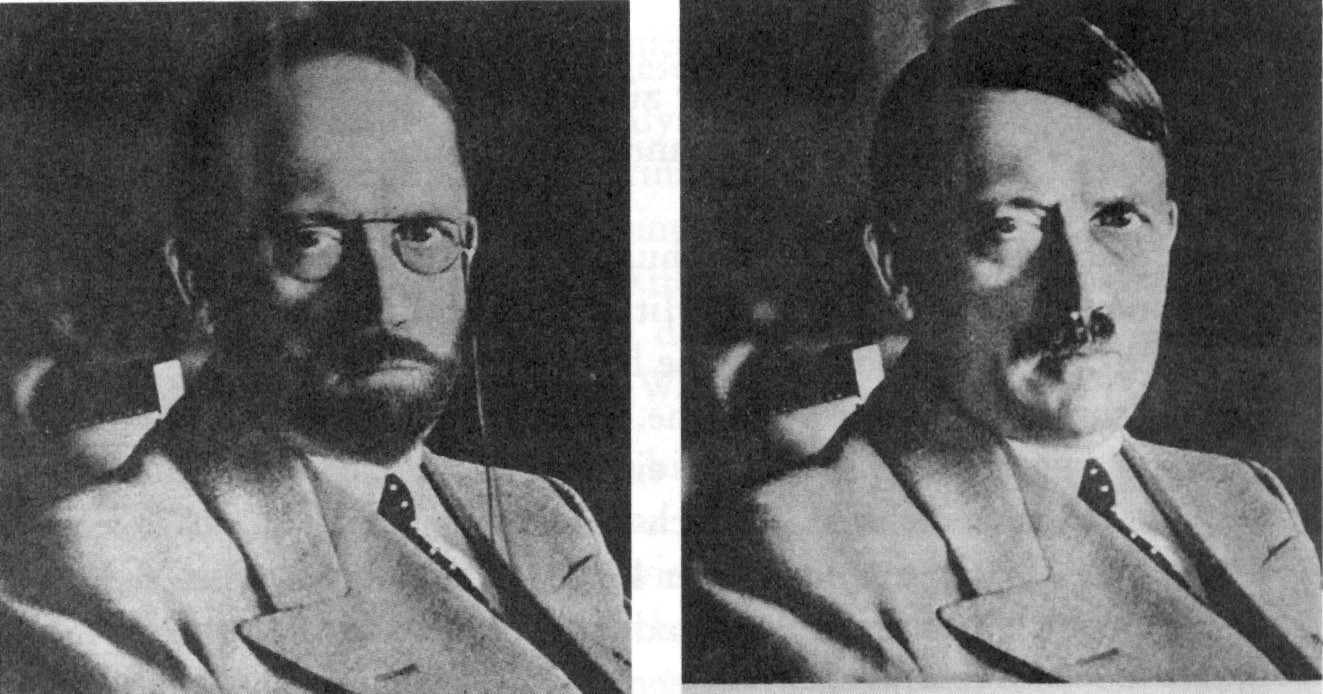
تصوير في عام 1944 يظهر كيف يمكن لهتلر إخفاء نفسه عند محاولة القبض عليه بعد الهرب.

تعارض نظريات المؤامرة حول موت أدولف هتلر حقيقة انتحار أدولف هتلر في قبو الفوهرر في 30 نيسان/أبريل 1945. معظم هذه النظريات ترى أن هتلر وزوجته إيفا براون، نجيا وهربا من مدينة برلين. تظهر هذه النظريات في الثقافة الشعبية، وبعض الكتب مثل الذئب الرمادي: هروب أدولف هتلر. تعتبر معظم وجهات النظر هذه من قبل المؤرخين نظريات قد ثَبُتَ بطلانها.

## الأصل

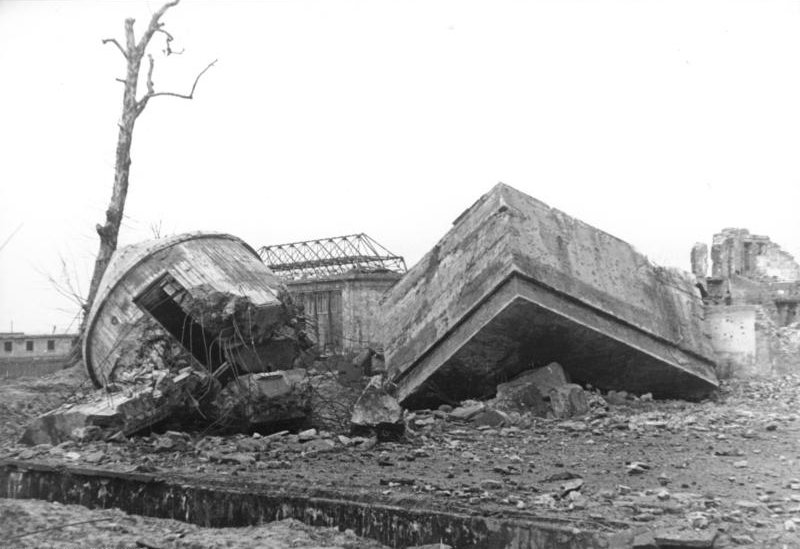
بقايا قبو الفوهرر، حيث قضى هتلر أيامه الأخيرة في برلين.

النظرية القائلة بأن هتلر لم ينتحر ولكن بدلًا من ذلك هرب مع زوجته كان أول من صرَح بها هو الزعيم السوفيتي جوزيف ستالين ثم روجت لها الحكومة السوفياتية عمدا كجزء من سياسة التضليل التي كانت ترعاها الدولة حينها. كانت بداية هذه النظرية عندما أعلنها المارشال جوكوف في مؤتمر صحفي في 9 حزيران/يونيه 1945 بناء على أوامر من الزعيم السوفييتي، جوزيف ستالين. أيضا في مؤتمر بوتسدام، تلقى الرئيس الأمريكي هاري ترومان إنكارا من ستالين أن هتلر قد مات. هذا الغموض كان السبب الرئيسي لمختلف نظريات المؤامرة على مر السنين، على الرغم من الإعلان الرسمي من قبل القوى الغربية أن هتلر قد انتحر في نيسان/أبريل عام 1945.
أول دراسة مفصّلة من قبل القوى الغربية بدأت في تشرين الثاني/نوفمبر 1945 عندما قام ديك وايت -رئيس قطاع مكافحة الاستخبارات البريطاني في برلين (وفي وقت لاحق رئيس MI5 وMI6 على الترتيب)- بتوكيل هيو تريفور روبر للتحقيق في هذه المسألة لمواجهة إدعاءات الاتحاد السوفيتي. نشرت النتائج التي توصل إليها أن هتلر وبراون قد توفيا عن طريق الانتحار في برلين في تقرير ثم نشرت في شكل كتاب في عام 1947. كما قال تريفور-روبر في عام 1946: «الرغبة في ابتكار أساطير وحكايات ... هي أكبر من حب الحقيقة».

## أدلة
تحتوي وثائق مكتب التحقيقات الفدرالي السرية على عدد من المزاعم برؤية هتلر جنبًا إلى جنب مع بعض النظريات عن هروبه من ألمانيا. تقول المباحث الفيدرالية الأمريكية أن المعلومات الواردة في تلك الوثائق المتعلقة بالهروب المزعوم ورؤية هتلر لا يمكن التحقق منها.
كان جزء من جمجمة مثقوبة عن طريق رصاصة قد وجد خارج مخبأ هتلر ووضع في روسيا الاتحادية وتم حفظه بالتحديد في موسكو، وكان يعتقد لعقود أن هذه الجمجمة تخص هتلر. في عام 2009 تم اختبار عينات من الجمجمة عن طريق اختبار الحمض النووي في جامعة كونيتيكت من قبل عالم الآثار والمتخصص في العظام نيك بيللانتوني. اتضح حينها أن العينة تعود لامرأة تحت سن الـ 40.
ومع ذلك، لم يدَّعِ أي من المسؤولين السوفييت السابقين ولا المسؤولين الروس أن الجمجمة هي أهم الأدلة، وبدلًا من ذلك تم ذكر عظم الفك وجسور الأسنان التي تم العثور عليها كأدلة أهم. تم عرض الأدلة على طبيب أسنان هتلر Hugo Blaschke، ومساعد طب الأسنان Käthe Heusermann، وفني الأسنان Fritz Echtmann، الذين أكدوا على أن بقايا الأسنان هي الخاصة بهتلر وبراون. والجدير بالذكر أن الجزء من الجمجمة كان قد عُثِر عليه في وقت لاحق، وبالتحديد في عام 1946 عندما بدأ السوفييت التحقيق في شائعات بقاء هتلر على قيد الحياة, يقال بعد ذلك بأنّه قاموا باحثون أمريكيون بتحطيم هذه الأدلة عندما قموا بفحص الجمجمة المزعومة إلى انها تعود لأدولف هتلر وتبيّن أنّها تعود لأنثى وليس ذكر مع ذلك قد اعتقد البعض بأنها تعود إلى إيفا براون (زوجة هتلر) ولكن الجمجمة التي بيد الروس كان يوجد بها اثر طلق ناري والجميع كان يزعم بأن إيفا براون ماتت أثر سيانيد وليس اثر طلق نار.
ولكن تظل هذه مجرد شائعات ولم يتم اثباتها حتى الآن.

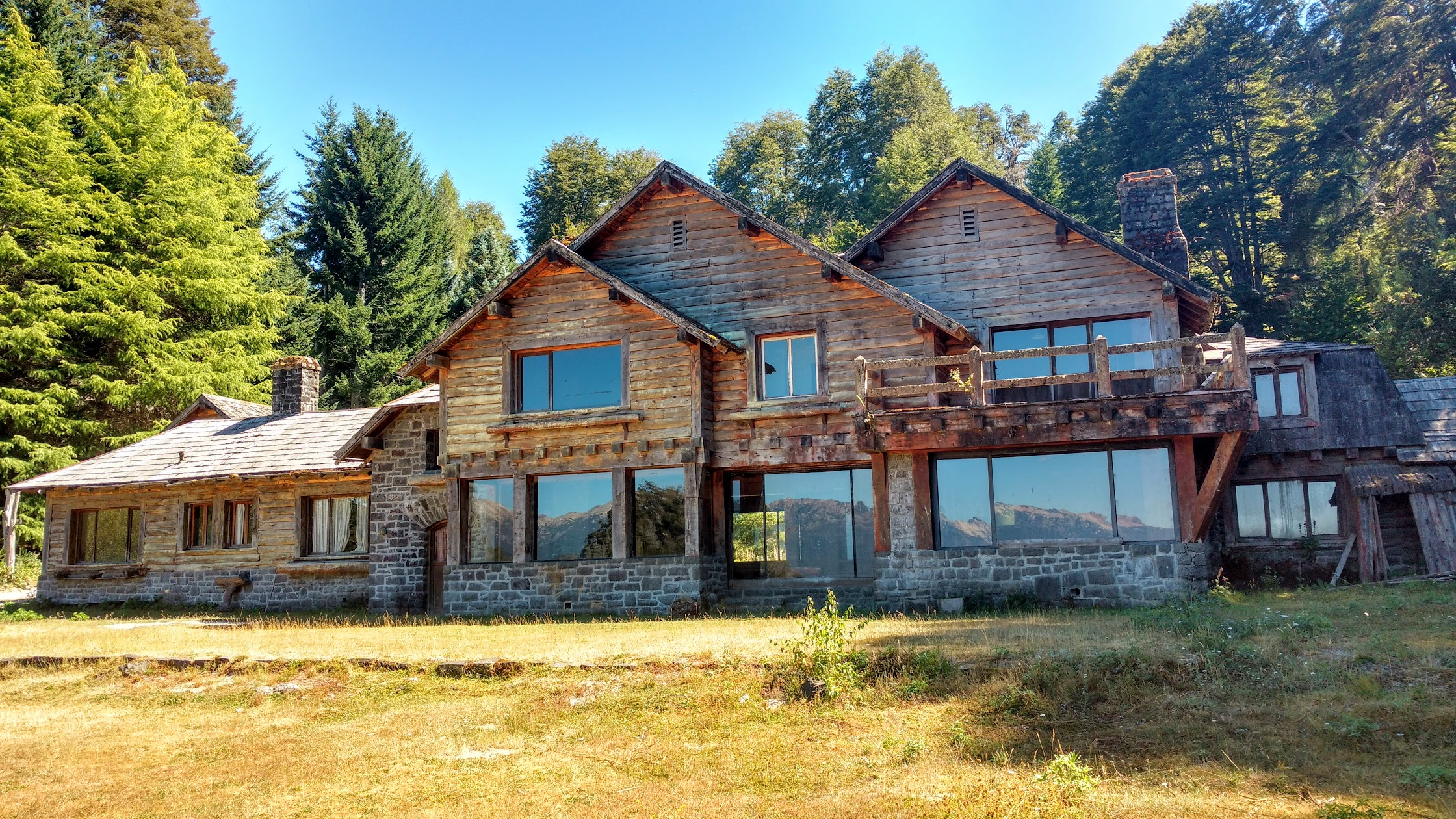
المنزل بإنالكو بالقرب من مستوطنة فيلا لا أنجوستورا الحالية. وفقا لنظرية كتاب الذئب الرمادي، فمن المفترض أن هتلر عاش بعض السنوات في ذلك المنزل بعد عام 1945.

## الهروب المزعوم للأرجنتين

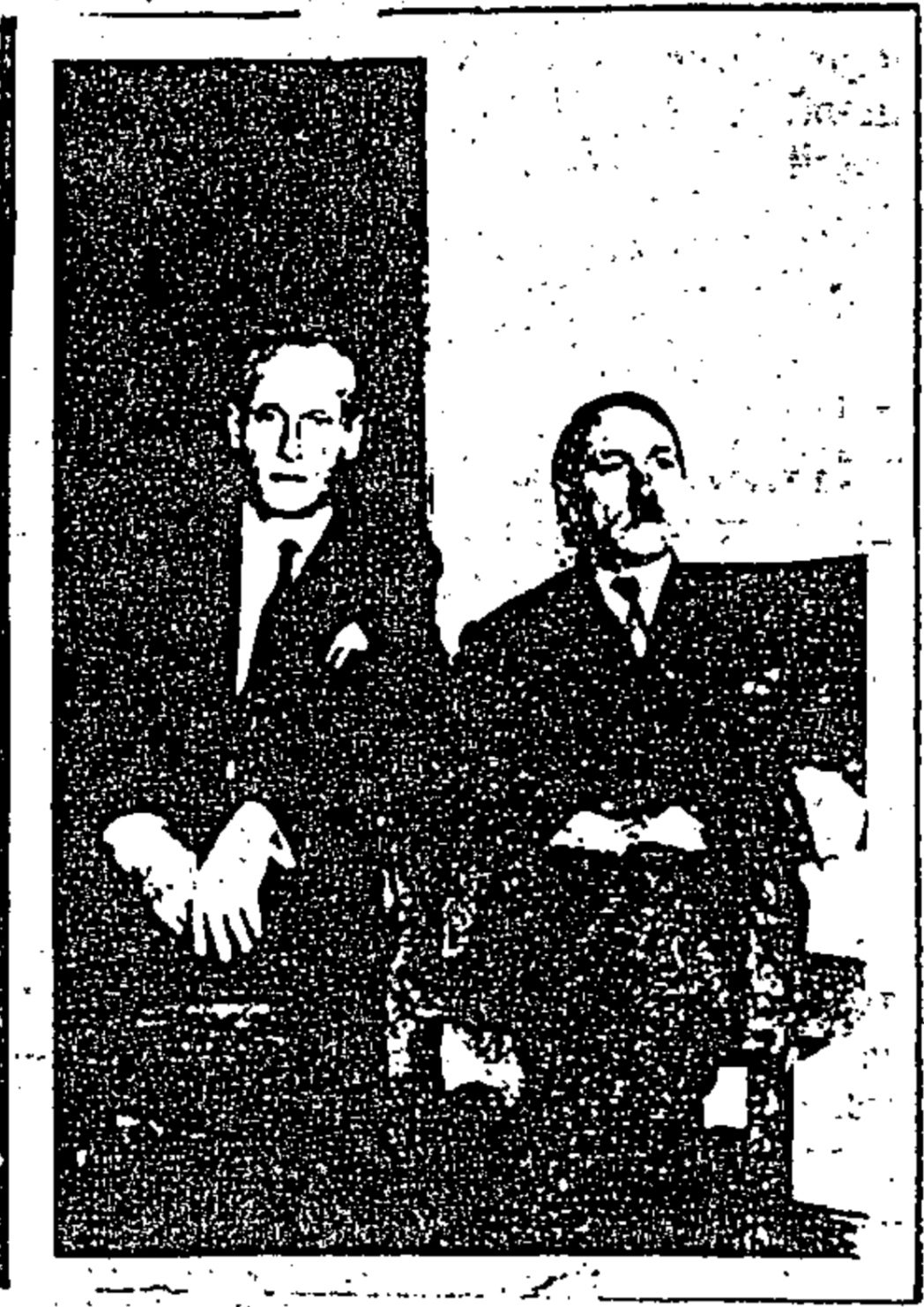
صورة غير حقيقية تُظهر هتلر بجانب جندي سابق من وحدات إس إس في عام 1954، من وثيقة تابعة لوكالة المخابرات المركزية.

يقترح كتاب الذئب الرمادي: هروب أدولف هتلر، للمؤلفين سيمون دانستان وجيرارد ويليامز، أن هتلر وبراون لم ينتحرا، ولكن في الحقيقة هربا إلى الأرجنتين. كان السيناريو المقترح من قبل المؤلفين على النحو التالي:
"عدد من اليو بوت أخذوا بعض النازيين ومعهم بعض المسروقات إلى الأرجنتين حيث كان النازيون يحظون بدعم من الرئيس القادم خوان بيرون، حيث كان هو وزوجته "إيفيتا" (إيفا بيرون)، يتلقون المال من النازيين منذ بعض الوقت. وصل هتلر إلى الأرجنتين، واختار البقاء في Hacienda San Ramón، شرق سان كارلوس دي باريلوتشي. ثم انتقل هتلر بعدها إلى قصر مصمم تصميما بافاريا في "إنالكو«-وهو مكان بعيد وبالكاد يمكن الوصول إليه في الجزء الشمالي الغربي من بحيرة ناهويل هوابي-، على مقربة من حدود تشيلي. قرابة عام 1954، تركت إيفا براون هتلر وانتقلت إلى نيوكوين مع ابنتهما، أورسولا (»Uschi«)؛ وتوفي هتلر في شباط/فبراير 1962.»
رفض تيار من المؤرخين هذه النظرية عن طيران هتلر إلى الأرجنتين، بما في ذلك غاي والترز. وقد وصف غاي نظرية دانستان-ويليامز بأنها «هراء»، مضيفا: «لا يوجد للنظرية أي أساس. تبدو أقرب لأوهام نظرية المؤامرة». يدعي والترز: «من المستحيل أن نعتقد أن الكثير من الناس يمكن أن يبقوا مثل هذا الأمر هادئا»، وأضاف: «لا يمكن لمؤرخ جاد أن يعطي القصة أي مصداقية».
بعد صدور الكتاب المثير للجدل، تم أيضا إنتاج فيلم الدراما الوثائقية الذئب الرمادي من قبل الكاتب جيرارد ويليامز في عام 2014، واحتوى الفيلم قائمة واسعة من الناس الذين ادعوا رؤية هتلر في الأرجنتين. حصل الفيلم على ردود فعل متباينة.
يقول المحققون من سلسلة «صيد هتلر» على قناة التاريخ أنهم قد وجدوا في السابق وثائق سرية تحتوي على مقابلات مع شهود تشير إلى أن هتلر هرب من ألمانيا وسافر إلى أمريكا الجنوبية عن طريق يو بوت. ويزعم المحققون أنه وغيره من النازيين قاموا بتخطيط مؤامرة «الرايخ الرابع».
تسلط وثيقة تابعة لوكالة المخابرات المركزية الأمريكية بتاريخ 3 تشرين الأول/أكتوبر 1955 الضوء على مزاعم «جندي فرقة SS ألماني سابق» يدعى فيليب سيتروين، أن «أدولف هتلر كان لا يزال على قيد الحياة» و«أنه سافر من كولومبيا إلى الأرجنتين تقريبا في كانون الثاني/يناير 1955». صاحب الوثيقة صورة مزعومة لسيتروين مع هتلر. يذكر التقرير أيضا أن وكالة المخابرات المركزية «ليست في وضع يمكنها من إعطاء تقييم لهذه المعلومات».

## وصلات خارجية
- مستندات بها إدعاءات برؤية هتلر